# Mario Vandenbogaerde
Mario Vandenbogaerde (Zonnebeke, 1 juni 1973) is een Belgische darter die uitkomt voor de PDC. 

## Carrière
In september 2019 wist Vandenbogaerde zich te kwalificeren voor het BDO Wereldkampioenschap dat plaatsvond in januari 2020. Hij was als elfde geplaatst en wist de halve finale te behalen tijdens zijn debuut. In de halve finale was Welshman Jim Williams met 4-6 in sets te sterk.
De Belg deed in 2020 en 2021 mee aan de Q-school van de PDC. Beide keren wist hij geen zogeheten Tour Card te bemachtigen. In die jaren nam hij wel deel aan de Challenge Tour.
Vandenbogaerde kwalificeerde zich in december 2021 voor het WK van de World Darts Federation, dat de organisatie op zich nam nadat de BDO werd opgeheven. Echter, nadat het toernooi werd verplaatst van januari naar april 2022, wist Vandenbogaerde op de PDC Q-School een tourcard te halen. Hierdoor maakte hij de overstap naar de PDC en besloot hij niet deel te nemen aan het WK van de WDF.
Op het UK Open 2023, een hoofdtoernooi van de PDC, mocht Vandenbogaerde starten in de tweede ronde. Daarin was hij met 6-3 te sterk voor Daniel Klose. In de derde ronde was de Belg niet opgewassen tegen Adam Gawlas. Later dat jaar maakte de Belg voor het eerst zijn opwachting op het PDC-WK, maar in de eerste ronde van het PDC World Darts Championship bleek Thibault Tricole te sterk. Hierdoor verloor hij zijn tourkaart. Op de Q-School in 2024 won de Belg zijn tourkaart en daarmee de toegang tot het professionele circuit echter meteen weer terug.

## Resultaten op wereldkampioenschappen

### PDC
- 2024: Laatste 96 (verloren van Thibault Tricole met 1-3)

### BDO
- 2020: Halve finale (verloren van Jim Williams met 4-6)

### WDF

#### World Cup
- 2003: Laatste 128 (verloren van Raymond van Barneveld met 2-4)